# Jean Coural
Jean Coural, né le 11 septembre 1925 à Toulouse (France), mort le 29 mars 2001 à Paris, est un archiviste, historien de l'art et conservateur de musée français, spécialiste de la tapisserie française.

## Biographie
À sa sortie de l'École des Chartes, il est nommé aux Archives départementales de la Manche puis à celles de Seine-et-Oise. Nommé ensuite au château de Versailles, il sera administrateur général du Mobilier national et des manufactures nationales des Gobelins, de Beauvais et de la Savonnerie de 1963 à 1991.

## Publications
(liste non exhaustive)
- Jean Coural et Sylvie Chevalley, La Comédie-française : 1680-1962, Paris, Ministère d'État aux Affaires culturelles, 1962, 176 p. (catalogue de l'exposition ouverte au château de Versailles le 27 avril 1962)
- Jean Coural, Les grandes heures de la diplomatie française : Du traité de Vervins au congrès de Vienne, 1598-1815, Paris, Ministère d'État aux Affaires culturelles, 1963, 116 p. (ASIN B001D3J4VY) (catalogue de l'exposition présentée au château de Versailles, juillet-octobre 1963)
- Jean Coural, Chefs-d'œuvre de la tapisserie parisienne : 1597-1662, Paris, Réunion des musées nationaux, 1967, 112 p. (ASIN B0014RCD9Y) (catalogue de l'exposition présentée à l'Orangerie de Versailles du 9 juin au 1er octobre 1967)
- Jean Coural, Les Gobelins, Beauvais, la Savonnerie, A. Morancé, 1er janvier 1976, 29 p. (ISBN 978-2-85307-031-7)
- Jean Coural, Les Gobelins, Paris, Nouvelles éditions latines, 1989, 62 p. (ISBN 978-2-7233-0389-7, lire en ligne)
- Jean Coural, La Manufacture royale de Beauvais, Paris, Caisse nationale des monuments historiques, 1977 (ASIN B0014LJZ46)
- Jean Coural, Beauvais : manufacture nationale de tapisserie, Paris, Centre national des arts plastiques, 175 p. (ISBN 978-2-86895-036-9)
- Jean Coural, La Savonnerie de Lodève, Paris, Centre national des arts plastiques, 1991, 32 p.
- Jean Coural et Germain Viatte, Le seizième siècle européen. Tapisseries, Paris, Réunion des musées nationaux, 1965 (catalogue de l'exposition présentée au Mobilier national d'octobre 1965 à janvier 1966)
- Jea Coural, Germain Bazin, Jean Lurçat et Denise Majorel, Les domaines de Jean Lurçat, Angers, Nouveau Musée Jean Lurçat et de la Tapisserie Contemporaine, 1986, 70 p.
- Jean Coural, IVe Biennale internationale de la tapisserie, Lausanne, Paris, Mobilier national, 1969, 81 p.
- Jean Coural, Répertoire des publications de la Société de l'histoire de l'art français, Paris, J. Laget, 1er janvier 1998, 173 p. (ISBN 978-2-85497-060-9)
- Jean Coural, Évelyne Gaudry et Odile Valansot, Soieries de Lyon, commandes impériales, Lyon, Musée historique des tissus, 1982, 20 p. (ASIN B0006EJ5P6) (catalogue de l'exposition présentée au musée historique des Tissus (Lyon) du 17 décembre 1982 au 20 février 1983)
- Jean Coural, Le palais de l'Elysée : Histoire et décor, Paris, Délégation à l'action artistique de la ville de Paris, 30 juin 1994, 154 p. (ISBN 978-2-905118-75-2)
- Jean Coural et Chantal Gastinel-Coural, L'Élysée, histoire et décors depuis 1720, Paris, éditions Faton, mai 1995, 130 p. (ISBN 2-87844-027-7)
- Jean Coural, Chantal Gastinel-Coural et Muriel Müntz de Raissac, Paris, Mobilier national : soieries Empire, Paris, Réunion des musées nationaux, 1980, 586 p. (ISBN 2-7118-0116-8 (édité erroné), BNF 36143595)
- Jean Coural et Jean-Louis Pradel, Jean-Michel Wilmotte, Electa Moniteur, 1988, 168 p.